# Вельтерсбург
Вельтерсбург (нім. Weltersburg) — громада в Німеччині, розташована в землі Рейнланд-Пфальц. Входить до складу району Вестервальд. Складова частина об'єднання громад Вестербург.
Площа — 2,66 км2. Населення становить 310 осіб. (станом на 31 грудня 2020).

## Галерея

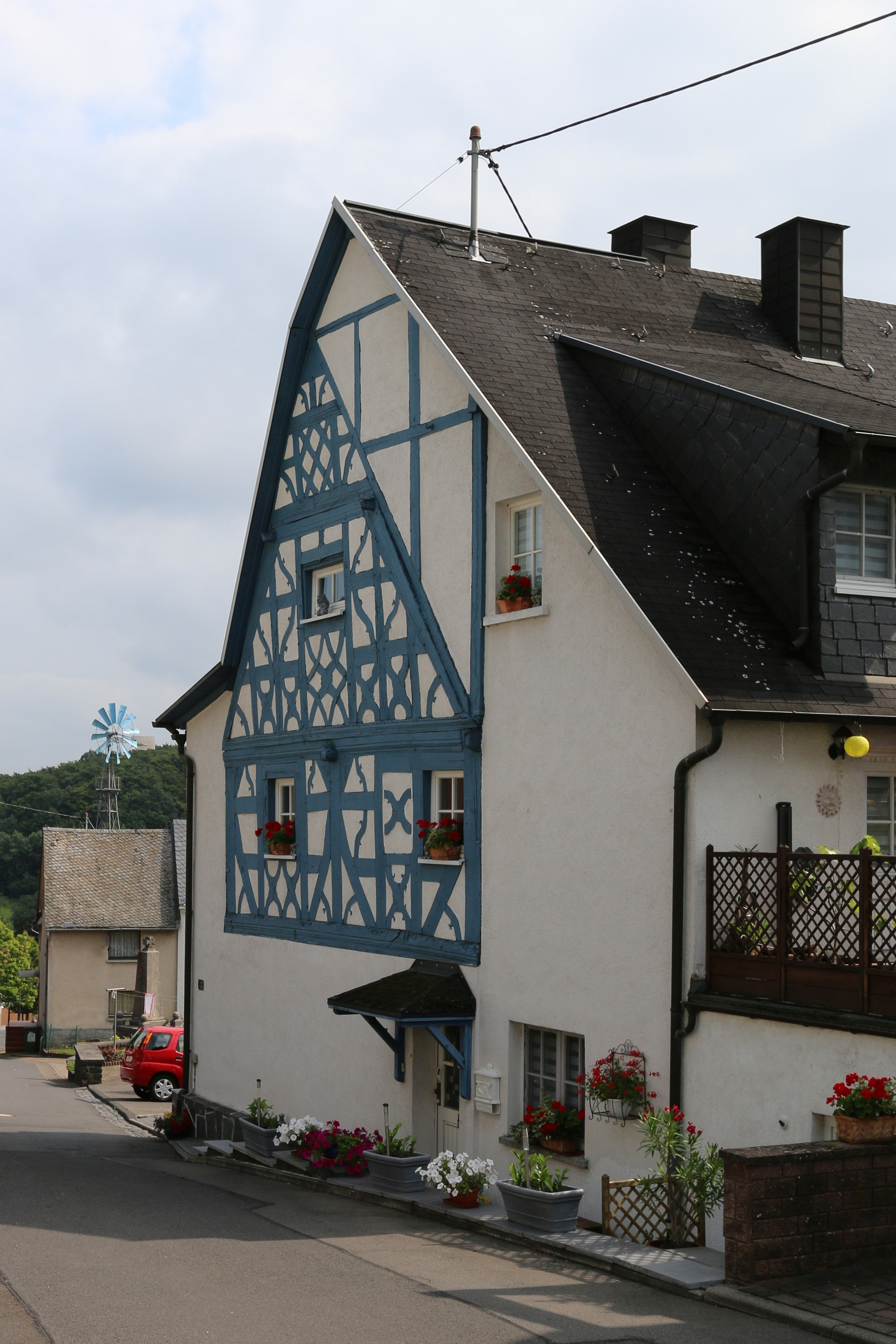
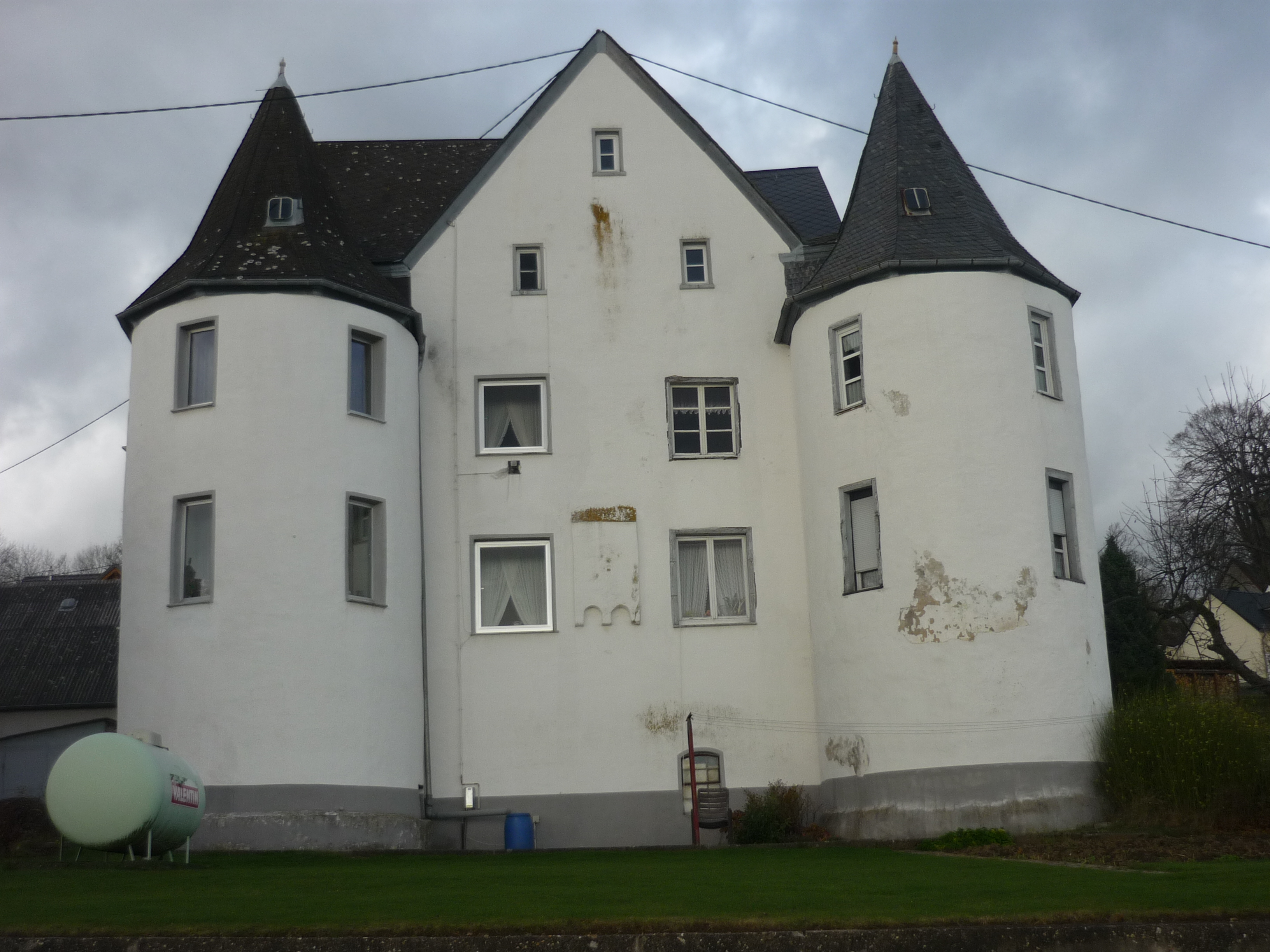